# Lizzy Weiss
Lizzy Weiss est une scénariste américaine, productrice et écrivaine pour la télévision née en 1971 à Los Angeles, en Californie, aux États-Unis

## Biographie
Lizzy Weiss a grandi à Los Angeles en Californie. Après avoir été diplômé de l'université Duke en 1992 avec un baccalauréat des arts en sociologie et en étude sur les femmes, elle a poursuivi ses études à l'université de New York et obtient une maîtrise en communication en 1993. 
Après avoir terminé ses études, elle accomplit un certain nombre d'emplois dans l'écriture jusqu'en 1999 où elle écrit pour MTV pour le  film : Holding Patterns. C'est la première fois qu'elle est payé pour son écriture. Bien que le film n'a pas eu le succès escompté, Lizzy Weiss est embauchée une nouvelle fois par MTV pour écrire pour la série Undressed.
Tout en écrivant pour MTV, elle continue à écrire parallèlement, un de ses articles intitulé « Surf Girls of Maui » dans l'Outside Magazine.
Lizzy Weiss est notamment connue pour la série Switched (Switched at Birth) de la chaîne ABC Family. C'est la première fois qu'elle est créatrice et productrice exclusive.